# Østkinesiske Hav
Det Østkinesiske Hav er et bihav til Stillehavet og ligger mellem Folkerepublikken Kina, Korea, Japan og den selvstyrende ø Taiwan. Det Gule Hav er en del af det Østkinesiske Hav.
Størstedelen af havet er grundt, bortset fra et lille område i øst, hvor dybden overstiger 2000 meter. Havet påvirkes af monsunvinde, som giver store årstidsvariationer i saltholdighed og temperatur.
- Wikimedia Commons har flere filer relateret til Østkinesiske Hav

30°N 125°Ø / 30°N 125°Ø